# 木下博勝
木下 博勝（きのした ひろかつ、1968年1月20日 - ）は、日本の医師、タレント、ジャガー横田の配偶者。博士（医学）、鎌倉女子大学教授。

## 来歴
北海道深川市生まれ。北海道深川西高等学校、杏林大学医学部、東京大学大学院医学系研究科博士課程、2007年9月学位授与。癌研究会研究生、スマックガールリングドクター、東京大学医学部附属病院第一外科、埼玉県で所沢胃腸病院（現・佐々木記念病院）副院長、クリニック開業。
東京大学第一外科に勤務する2004年7月に、女子プロレスラージャガー横田と結婚。横田とは、女子総合格闘技スマックガールのリングドクターを務めていた際に、横田がトレーナーを務める“亜利弥’”から紹介された事がきっかけで知り合った。横田とのおしどり夫婦ぶりは有名となり、夫婦揃ってテレビや講演などで活動している。押しが強く怖い妻と対照的に、「良い人だが気弱で、ちょっと頼りない恐妻家」というキャラで人気を博している。
2007年4月14日に講談社「ナイス・カップル大賞」。
2006年11月29日に横田がホノルルの病院で長男の大維志を出産する。
2009年4月鎌倉女子大学家政学部家政保健学科教授。
情報番組などでコメンテーターを務め、TBS『リンカーン』の「持病でガッテン 急性すい炎」（2012年4月24日放送）で急性すい炎を解説。
2011年から東京東ロータリークラブ所属。
2011年9月から2020年7月まで芸能事務所パーフィットプロダクション所属。
2019年12月にて文春オンラインが木下氏のセクハラ疑惑などを報じ、その後文藝春秋などに１１００万円の損害賠償などを求めて提訴。
2020年11月にさいたま市で「さいたま新都心ジャガークリニック」を開業。
2022年10月に文藝春秋との2年半に渡る裁判の後、東京地裁で名誉毀損の成立を認め１１０万円の支払いを命じ、見事勝訴した。
2023年5月にYouTubeバラエティ番組「令和の虎 受験生版」へ志願して虎となる。

## 人物
- 2008年にテレビ番組の企画で東京マラソンを初のフルマラソンで、2008年にホノルルマラソンを、ともに完走した。
- 夫妻はプロ野球読売ジャイアンツのファンで、東京ドームライトスタンド席の応援姿が目撃される。
- 愛読書は致知、四書五経全て。私淑する人物は安岡正篤、森信三。座右の銘は一燈照隅 万燈照国。2013年5月から安岡教学を継承して日本の未来に寄与することを目的に私塾の鎌倉師友塾。
- 松田聖子の熱狂的なファンでライブやディナーショーへ定期的に通う。
- 80年代後半に友人らとハードコアパンクバンド“Tranquilizer”を結成し、ボーカルを担当しておもに札幌のライブハウスで活動した[1][2]。
- 好角家で日本相撲協会維持員[3]。2021年1月から東京場所開催時に維持員の中から69名で構成される「溜まり会」会員。
- 朝鮮語話者で、令和の虎で在日や留学生の韓国人を通訳する。

### 交際
- 2007年6月2日の旭鷲山昇断髪式に参加した。
- 元巨人の前田幸長は同じプロダクションに所属した。
- ムッシュかまやつの長男であるTAROかまやつは学生時代から友人で、巨人ファンのかまやつがジェネラルマネージャーを務め、元プロ野球選手、甲子園優勝や準優勝経験者などが集まり、駐日キューバ大使館員などで構成される在日キューバ人チームに連勝するなどの実績を持つ草野球チーム「麻布おもいやり軍」で選手兼チームドクターを務める[4]。安全保障に関心を持ち小谷哲男と交流がある。

## 学術活動
専門は消化器外科。社団法人日本外科学会専門医、日本大腸肛門病学会、日本癌学会、日本消化管学会認定医、日本抗加齢医学会専門医、日本禁煙学会学術顧問。総合旅行業務取扱管理者、環境社会検定（eco検定）

### 役職
鎌倉女子大学学術研究所教授、青色申告会確定申告スタートキャンペーン一日広報部長

### 論文
- Kinoshita H, Yanagisawa A, Watanabe T, Nagawa H, Oya M, Kato Y, Muto T.
  - Increase in the frequency of K-ras codon 12 point mutation in colorectal carcinoma in elderly males in Japan: the 1990s compared with the 1960s.Cancer Sci. 2005 Apr;96(4):218-20.
- Kinoshita H, Watanabe T, Yanagisawa A, Nagawa H, Kato Y, Muto T.
  - Pathological changes of advanced lower-rectal cancer by preoperative radiotherapy. Hepatogastroenterology. 2004 Sep-Oct;51(59):1362-6.
- Hayashi T, Arai M, Ueno M, Kinoshita H, Tada Y, Koizumi K, Miki Y, Yamaguchi T, Kato Y, Utsunomiya J, Muto T, Sugihara K.
  - Frequency of immunohistochemical loss of mismatch repair protein in double primary cancers of the colorectum and stomach in Japan.Dis Colon Rectum. 2006 Oct;49(10 Suppl):S23-9.
- 新井正美 上野雅資 小泉浩一 小口正彦 二宮康郎 関誠 畦倉薫 太田博俊 板谷新 木下博勝 山下孝 石川雄一 柳澤昭夫 山口俊晴 三木義男 宇都宮譲二 加藤洋 武藤徹一郎
  - マイクロサテライト不安定性を示した放射線誘発大腸癌の1例 胃と腸 2002.07 37巻8号 1081-1087
- 加藤洋 木下博勝
  - 大腸癌の疫学 病理 組織診断の問題点 内科 2003.05 91巻5号 809-812
- 大矢雅敏 上野雅資 山口俊晴 武藤徹一郎 水沼信之 畠清彦 小口正彦 山下孝 木下博勝 加藤洋
  - 大腸癌と化学療法 消化器内視鏡 2004.12 16巻12号 1797-1803
- 木下博勝 大矢雅敏 加藤洋 武藤徹一郎
  - 大腸癌のすべて 外科治療 附 直腸間膜検索法 消化器外科 2005.04 28巻5号 793-798
- 加藤洋 木下博勝
  - 大腸sm癌のリンパ節転移を予測する組織学的因子 消化器内視鏡 2005.08 17巻8号 1189-1196
- 森田博義 塩川大介 秋山欣丈 湖山信篤 木下博勝 柳澤昭夫 加賀美尚 加藤洋 田沼靖一
  - 表面型隆起性早期大腸癌の発生過程に関する研究 逓信医学 2000.01 52号1号 37-43
- 木下博勝 濱辺祐一 澤野誠 園崎秀吉
  - 特異な内視鏡所見を示した水酸化ナトリウム服用の一例 日本救急医学会関東地方会雑誌 1998.12 19巻2号 608-609
- 博士論文：「進行下部直腸癌に対する術前放射線照射療法の病理組織学的検討」（東京大学、2007年）

### 発表
- 「大網原発類上皮平滑筋肉腫の1例」 （1996 臨床外科学会）
- 「開腹術後33年目で発症した大網膿瘍の1例」 （1996 臨床外科学会）
- 「若年者 高齢者大腸癌は予後不良か？」 （1999 臨床外科学会）
- 「肺間質性子宮内膜症の1例」 （2000 肺癌）
- 「日本における過去と現在の進行大腸癌の組織発生に差はあるか？K-ras遺伝子分析から」 （2001 日本癌学会）
- 「30年前と現在の高齢者進行大腸癌に違いはあるか？」 （2001 大腸肛門病学会）
- 「HNPCC症例に随伴した腺腫におけるDNAミスマッチ修復蛋白（hMLH1,hMSH2）発現」 （2002 日本癌学会）
- 「大腸癌（非有茎性）の浸潤亜分類とリンパ節転移“実測方式”と“癌研方式”の比較」 （2002 大腸肛門病学会）
- 「下部進行直腸癌に対する放射線照射の病理組織学的検討」 （2002 消化器外科学会）
- 「新しい分子生物学的手法を用いた大腸癌所属リンパ節微小転移の術中迅速診断に向けた基礎的検討」（第61回大腸癌研究会口演）
- 「下部進行直腸に対する術前放射線化学療法のリンパ節微小転移」（2005 大腸癌研究会）
- 「早期大腸癌の増殖形式に関するマイクロアレイを用いた遺伝子発現解析」 （2004 大腸肛門病学会）
- 「大腸カルチノイド腫瘍の治療方針とサーベイランスにおける臨床的検討」（第62回大腸癌研究会口演）
- Pathological changes of advanced lower rectal cancer （2004.6.アメリカ癌学会）

## 芸能活動

### テレビ番組
- 激闘！ジャガー横田壮絶出産36時間 涙と笑いの子育てSP
- ジャガー横田夫妻のマイホーム大作戦in西海岸
- スーパーモーニング（テレビ朝日 2007年4月 - 、コメンテーターとして隔週出演）
- ザ・サンデー（日本テレビ 2005年 - 2006年、コメンテーター）
- ウィン♪ウィン♪（沖縄テレビ 2008年9月 - ）
- Dr.木下のラジオブログ（琉球放送 2009年4月 - ）
- 木下教授のサタデーナイトゼミナール（琉球放送 2010年9月 - ）
- 夕やけ寺ちゃん　活動中（文化放送　2010年10月 - 2013年3月、コメンテーターとして隔週火曜日出演）
- 情報ライブミヤネ屋（読売テレビ　2012年5月 - 、コメンテーターとして出演）
- おはよう寺ちゃん（文化放送　2013年4月 - 、毎週金曜日出演）
- 木下教授の夜の診察室（ラジオ沖縄 2013年4月 - 毎週土曜日午後11時から）
- サタデープラス（毎日放送 2015年4月 -毎週土曜日午前8時から　隔週レギュラー出演【Dr.プラス】）
- BOAT RACEライブ 〜勝利へのターン〜(BSフジ）

### CM
- ウイルスキラーZERO Rising Technology （2007年3月 - ）：妻のジャガー横田と共演
  - 『コブラツイスト編』
  - 『仁王立ち編』
- 日清食品「カップヌードル」
- P&G「ファブリーズ」
- 大一商会「CRタイタニック ザ・パチンコ」（2011年）：妻のジャガー横田と共演
- アメリカンホーム・ダイレクト「がん保険」（2012年）
- レキットベンキーザー・ジャパン「フィニッシュ パワー&ピュア」（2014年）

### 著書
- 「ボクに宇宙一の幸せをくれたジャガー―ボクらの出産顛末記」日本テレビ放送網 ISBN 4820399799